# Diari d'una indecisa
Diari d'una indecisa (títol original en francès, L'Embarras du choix) és una pel·lícula de comèdia romàntica francesa de 2017 dirigida per Éric Lavaine. Es va projectar al Festival Internacional de Cinema de Comèdia de L'Aup d'Uès el 19 de gener de 2017, i el 15 de març del mateix any es va estrenar als cinemes francesos. S'ha doblat i subtitulat al català.

## Sinopsi
Amb 40 anys, la Juliette té un greu problema: és incapaç de prendre cap decisió sense que el seu pare i les seves dues millors amigues li diguin què ha de fer.

## Repartiment
- Alexandra Lamy: Juliette
- Arnaud Ducret: Étienne
- Jamie Bamber: Paul
- Anne Marivin: Joelle
- Sabrina Ouazani: Sonia
- Lionnel Astier: Richard
- Jérôme Commandeur: Philippe
- Arnaud Henriet: Cédric